# 김기수 (1982년생 축구 선수)
김기수(金基洙, 1982년 8월 5일~)는 재일 한국인 축구 선수이다. 현역 시절 포지션은 미드필더였다.